# Жевлаков, Эдуард Николаевич
Эдуард Николаевич Жевлаков (13 мая 1950 года, село Лебяжье, Егорьевский район, Алтайский край) — доктор юридических наук, профессор, Заслуженный юрист Российской Федерации, старший советник юстиции, почётный работник прокуратуры Российской Федерации.

## Биография
Эдуард Николаевич Жевлаков окончил Всесоюзный юридический заочный институт (ВЮЗИ) в 1977 г.
- 1980 г. — окончил аспирантуру ВЮЗИ;
  - в нём же начал преподавать последовательно на должностях:
    - ассистента,
    - преподавателя,
    - старшего преподавателя,
    - доцента,
    - профессора.

С 1992 г. по 2010 г. — ведущий научный сотрудник, главный научный сотрудник, заведующий отделом (с 1996 г.) НИИ проблем укрепления законности и правопорядка при Генеральной прокуратуре РФ (с 2007 г. — НИИ в составе Академии Генеральной прокуратуры РФ, с 2018 г. — университета Генеральной прокуратуры РФ).
С 1994 г. по 2010 г. по совместительству — заведующий кафедрой дисциплин уголовно-правового цикла Университета Российской Академии образования (УРАО).
С 2010 г. профессор кафедры уголовного права Московского государственного юридического университета имени О. Е. Кутафина (МГЮА), заместитель председателя диссертационного Совета Д. 212.123.01, созданного на базе Московского государственного юридического университета имени О. Е. Кутафина (МГЮА).
Состоял корреспондентом — представителем Российской Федерации в ООН (Женева) по вопросам уголовно-правовой охраны окружающей среды (до 2006 г.), членом Международной ассоциации по уголовному праву и Всероссийского научного пенитенциарного общества. Периодически входит в состав научно-экспертных Советов и рабочих групп различных Комитетов Государственной Думы РФ и Комитета по судебным и правовым вопросам Совета Федерации Федерального Собрания РФ, член Научно-консультативного Совета Следственного комитета РФ (до 2017 г.), являлся членом диссертационного совета Академии Генеральной прокуратуры РФ, редакционных коллегий журналов «Вестник Академии Генеральной прокуратуры Российской Федерации», «Следственная практика», «Предварительное следствие» (Следственного комитетаРФ).
Участвовал в работе над проектами нового Уголовного кодекса РФ, ФЗ «О борьбе с терроризмом», законов об охране особо ценных видов животных и др., ряда постановлений Пленума Верховного Суда РФ, в подготовке Государственных докладов об охране окружающей среды в РФ.

## Публикации
Автор около 300 трудов научного и научно-методического характера, среди которых более 20 учебников по уголовному праву, экологическому праву, криминологии; 17 учебных пособий, свыше 20 методических пособий и сборников методических материалов, юридическая энциклопедия, более 10 монографий и книг (ряд из них в соавторстве), более 20 Комментариев к Уголовному кодексу РФ, научные статьи, статьи в газетах, интервью СМИ и др.
Основные из них:
- Проблемы разработки нового уголовного законодательства (М. 1990) — в соавторстве; Общие вопросы квалификации преступлений в области охраны окружающей среды./. ЖевлаковЭ. Н. — М.: ВЮЗИ, 1986;
- Жевлаков Э. Н. Экологические преступления, М., 1992;
- Прокуратура Российской Федерации (концепция развития на переходный период), М., 1994 — в соавторстве;
- Экологические преступления и экологическая преступность / Жевлаков Э. Н. — М.: Белые альвы, 1996;
- Экологические правонарушения и ответственность/ Жевлаков Э. Н. — М.: Бизнес-школа «Интел-синтез», 1997;
- Преступность и реформы в России, М., 1998 -в соавторстве; Настольная книга прокурора. М., 2002 — в соавторстве;
- Жевлаков Э. Н. Экологические преступления (уголовно-правовой и криминологический аспекты). М., УРАО. 2002;
- Уголовно-правовая охрана окружающей природной среды в Российской Федерации. В 2- х частях / Э. Н. Жевлаков.- М.: НИИ ГП РФ. 2002;
- Уголовный закон в практике районного суда/ под ред. А. В. Галаховой. М. Норма. 2007;
- Вопросы квалификации и учёта преступлений, регистрации уголовных дел/под ред. Э. Н. Жевлакова (в соавторстве), М. 2008;
- Жевлаков Э. Н. Учебно-методические комплексы по уголовному праву для студентов УРАО (М., УРАО, 2009 г.) и Академии Генеральной прокуратуры РФ (М. Академия ГП РФ 2009 г.);
- Учебное пособие для студентов магистратуры «Назначение наказания»/под ред. А. И. Рарога. М. Проспект. 2014;
- Учебное пособие «Понятия и термины в уголовном праве России. Общая и Особенная части»/ Отв. ред. Чучаев А. И. , Лошенкова Е. В. М.: Контракт, 2014 (в соавторстве);
- Учебники для академического бакалавриата с грифом Минобрнауки России «Уголовное право России. Общая часть» и аналогичный — по Особенной части. Т. 2 /под ред. О. С. Капинус. М., Юрайт. 2018;
- Комментарий к Уголовному кодексу РФ в 4 томах. Т.3. Гл. «Экологические преступления»/ под ред. В. М. Лебедева. М., Юрайт. 2018.

## Награды
Эдуард Николаевич неоднократно поощрялся:
- Председателем Совета Федерации Федерального Собрания Российской Федерации,
- Председателем Верховного Суда Российской Федерации,
- руководством Генеральной прокуратуры Российской Федерации,
- Университета прокуратуры Российской Федерации.

## Хобби
Литература, познавательный туризм, автомобили.